# Metato

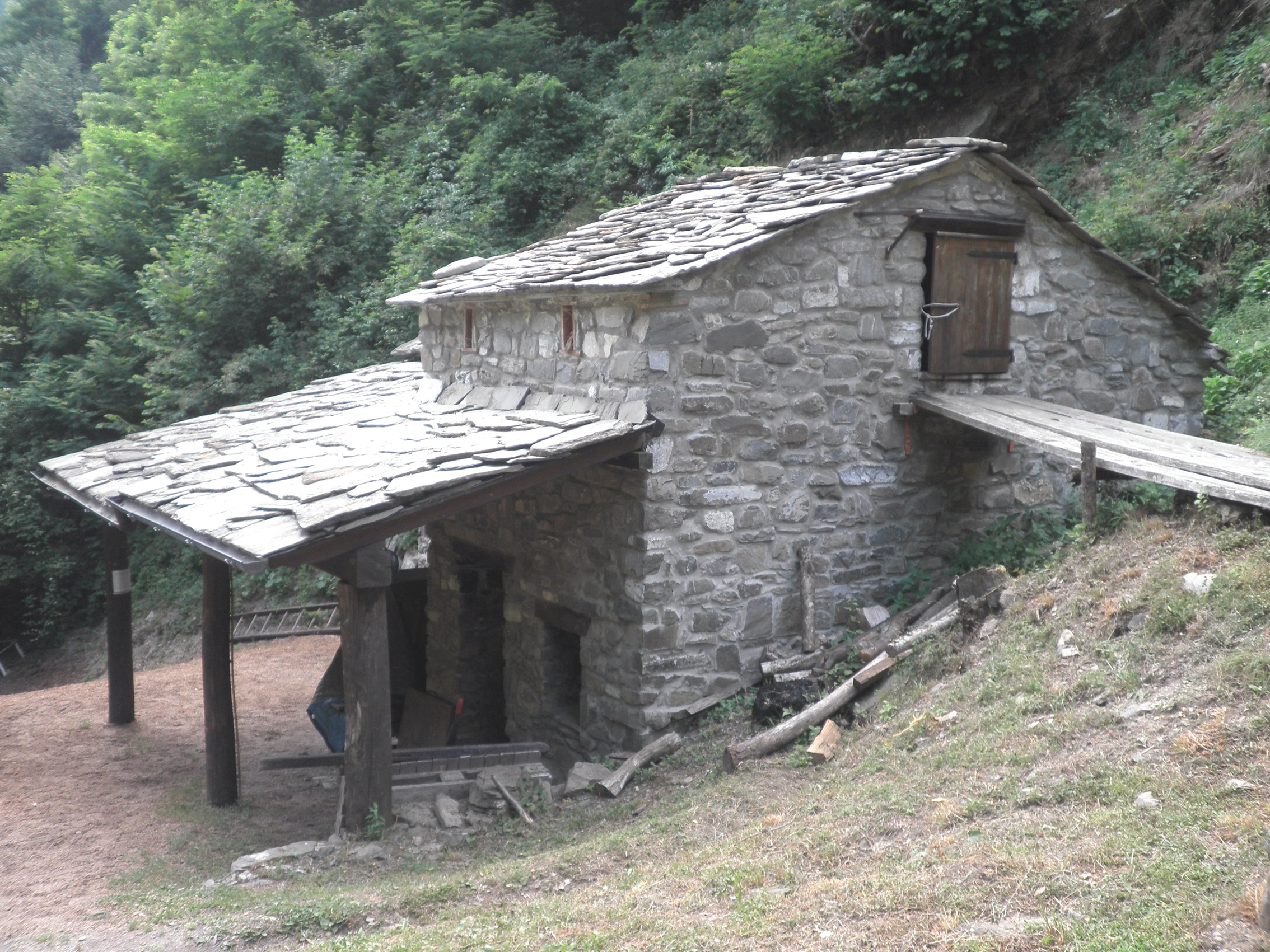
Un metato in località Orsigna (Pistoia)

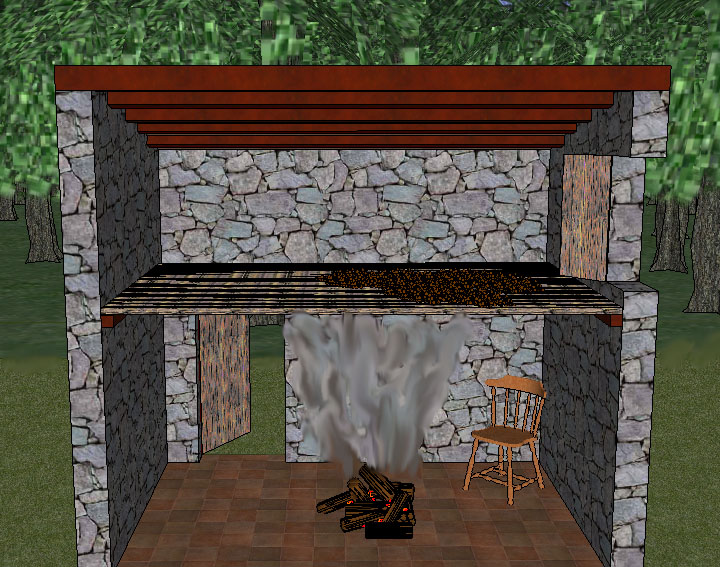
Disegno che illustra un metato in sezione

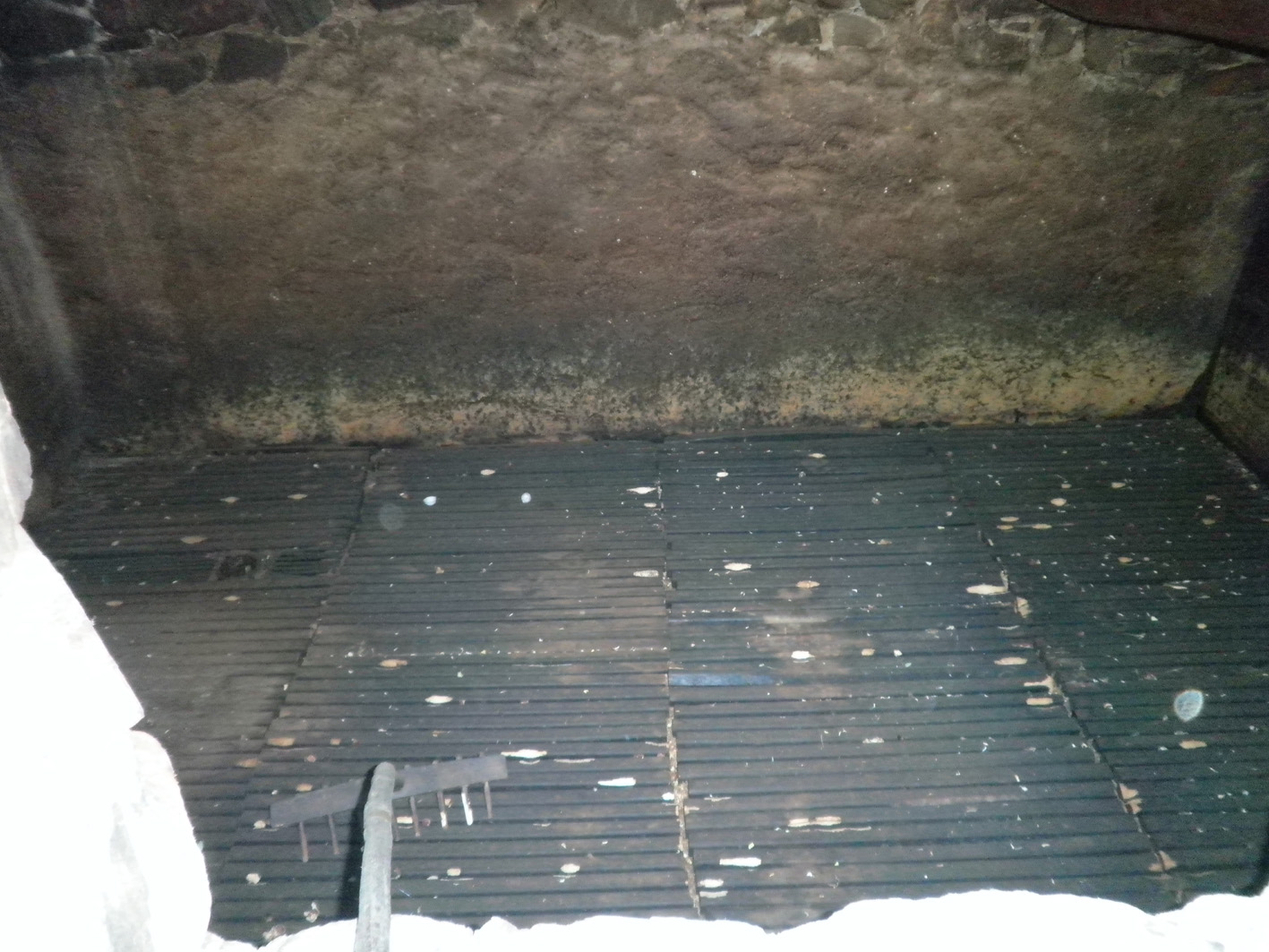
Interno della parte superiore del metato

Il metato (o seccatoio) è un piccolo edificio o locale, realizzato in pietra o mattoni, destinato alla essiccazione delle castagne. Tale denominazione è tipica dell'Appennino tosco-emiliano, segnatamente dell'Appennino pistoiese, della Garfagnana, dell'Alta Versilia e dell'Appennino emiliano. In altre aree esso viene denominato più semplicemente seccatoio (ad esempio sul Monte Amiata e nel Mugello) o con vari nomi locali, ad esempio seccaiola (sul Monte Capanne all'isola d'Elba), cannicciaia (Appennino pratese), canniccio (registrato per alcune zone collinari e montane situate attorno alla pianura lucchese), teccio (Liguria) o pastillara (Calabria).
In Ticino è chiamato graa oppure grà.

## Struttura
La superficie media del metato, in pianta, è di 10/20 m²; l'intero ambiente è suddiviso in due spazi attraverso un graticcio o caniccio orizzontale, posto all'altezza di circa 180–220 cm da terra. Il graticcio è costituito da assicelle rimovibili in legno (dette carelle o garelle), installate parallelamente, con le estremità inserite all'interno di scanalature ricavate in due pareti contrapposte o appoggiate su due travi parallele. Ciascuno dei due locali, di solito, ha una propria apertura di accesso dotata di portello. L'apertura relativa allo spazio superiore al graticcio, è rappresentata da una finestra laterale che viene utilizzata per caricare le castagne via via che vengono raccolte nel castagneto. L'apertura relativa alla parte inferiore è di solito posta sulla facciata del metato e serve, oltre che per accendere, alimentare ed attizzare il fuoco, anche per recuperare le castagne al termine del processo di essiccazione.
Generalmente l'edificio destinato a metato viene realizzato in un prato o in una radura del bosco, facilmente accessibile. Esso viene utilizzato principalmente nella stagione di raccolta delle castagne (ottobre/novembre).
Fino alla metà del secolo scorso, quando la castagna era una delle fonti principali di sostentamento per le popolazioni dell'Appennino e delle Alpi Apuane, il metato era spesso ricavato direttamente all'interno delle abitazioni, e la parte bassa, sotto al graticcio, rappresentava in pratica il salotto, dove, a sera, ci si ritrovava per le cosiddette veglie, raccontando storie al tepore delle braci. A causa della presenza del fumo e del fatto che il locale inferiore del metato era relativamente basso, durante queste veglie si usava sedere su sedie molto piccole, in modo da poter beneficiare del calore, stando al di sotto del livello del fumo.
La dimensione del metato era proporzionale all'estensione del bosco che si aveva a disposizione per la raccolta delle castagne. Di conseguenza i metati di proprietà di una singola famiglia erano relativamente piccoli, mentre i metati a servizio di un'intera comunità, avevano dimensioni maggiori. 
Il fatto che il metato fosse una struttura adiacente all’abitazione principale o comunque posta in prossimità del paese,  ne ha decretato la sua graduale trasformazione in unità abitative perdendo quasi sempre la sua funzione originaria. Permangono invece i metati, all'interno delle varie selve di castagno diffuse in Appennino e Alpi apuane.

## Funzionamento
Nella parte inferiore del metato si mantiene acceso un debole fuoco di legna di castagno, o di carbone di legna, (la legna deve essere necessariamente di castagno, altrimenti le castagne prenderebbero un sapore diverso o addirittura sgradevole) che si lascia bruciare, senza fiamma, per circa 30/45 giorni; nella parte superiore si pone, sul graticcio, uno strato di castagne di circa 40/80 cm; una o due volte le castagne vengono rigirate per farle seccare in modo omogeneo: è un'operazione molto delicata e laboriosa che deve essere svolta da persone esperte (un tempo veniva eseguita dai più anziani). Per togliere le castagne essiccate, prima viene tolta la brace e la cenere, poi si rimuovono le assicelle del graticcio, cosicché il prodotto può essere raccolto sul pavimento. In alternativa, si procede a spostare solamente alcune assicelle per togliere le castagne degli strati più bassi, che hanno già raggiunto il corretto grado di essiccazione; in questo caso, dopo aver ricomposto il graticcio, si fa un'altra carica e si attizza nuovamente il fuoco. Il grado di essiccazione si può verificare attraverso un semplice metodo: si tocca periodicamente l'architrave della porta di carico (quella del piano superiore), se è umida le castagne devono ancora seccare del tutto, quando è asciutta, si può procedere con un nuovo carico.

## Lavorazione delle castagne essiccate
Ad essiccazione avvenuta, le castagne vengono separate dalla buccia attraverso appositi attrezzi. Questi ultimi possono essere di tipo manuale, come il cosiddetto pigione (Toscana) o frugone (Emilia), che consiste in un bastone provvisto a un'estremità di un rivestimento in lamiera metallica dentata; sopra la fascia di lamiera c'è un cavicchio di legno, che permette con il piede di pigiare le castagne all'interno di una bigoncia di legno. Un metodo comune è anche quello di mettere le castagne in un sacco di juta che poi viene sbattuto contro un ceppo. Un altro ancora prevede lo utilizzo della mèntola, una piccola tavola di legno con pendenza verso il bordo maggiore; il quale assieme ai due laterali è provvisto di listelli di bordatura affinché le castagne non scappino, in quanto bisogna far saltare i frutti essiccati entro i confini di questa tavola, cosicché le bucce (crusco) si stacchino dalla castagna.
Una volta sbucciate, le castagne vengono portate al molino per produrre la farina dolce, oppure vengono lasciate intere e destinate alla commercializzazione per vari impieghi culinari.

## Oggi
In tempi più recenti sono state adottate attrezzature di tipo meccanico, come la “macchina per la battitura”, azionata a mano mediante una manovella, oppure da un motore elettrico. Il trattamento delle castagne, oggi, è eseguito soprattutto in modo industriale, l'essiccazione delle castagne viene ottenuta con aria calda, ed il metato è utilizzato raramente, se non per scopi dimostrativi ed in occasione di rievocazioni storico-culturali. Permangono comunque degli areali come l'Alta Versilia dove i metati presenti funzionano ancora con la tecnica tradizionale. 
In Alta Versilia nel corso dell’ultimo decennio è rinata una nuova economia basata sulla collaborazione e cooperazione. Delle migliaia di metati presenti nelle selve, solo pochi hanno ripreso a fumare, ma in quella manciata che si conta con le dita delle mani si sono riunite le forze e i sogni delle comunità della gente di montagna.
Tre a Pomezzana, due a Terrinca, uno a Retignano, uno al colle dell’Orzale sopra Cardoso, uno a Minazzana, uno a Volegno e uno a Giustagnana, ecco i superstiti di una cultura centenaria che ha saputo trasformare la castagna fresca nella farina dolce.